# 글록

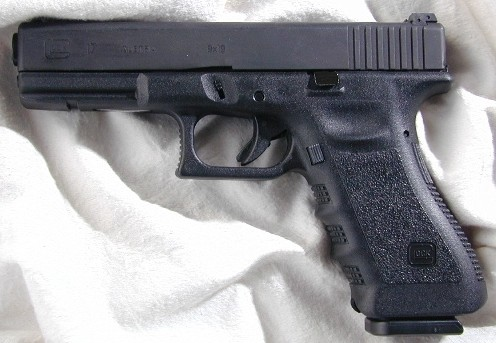
글록 17

글록(독일어: Glock Ges.m.b.H., GLOCK)은 오스트리아의 방위산업체이다. 가스통 글록(Gaston Glock)이 1963년에 설립하였다.

## 개괄
글록은 글록 권총으로 가장 많이 알려졌다. 글록 권총은 경찰 기관이나 군대에 많은 수가 채용되었다.
미국 연방 수사국(FBI)은 모든 연방 수사국 아카데미 졸업생들에게 글록 22, 글록 23 둘 중 하나를 지급한다.